# Rohrexpander

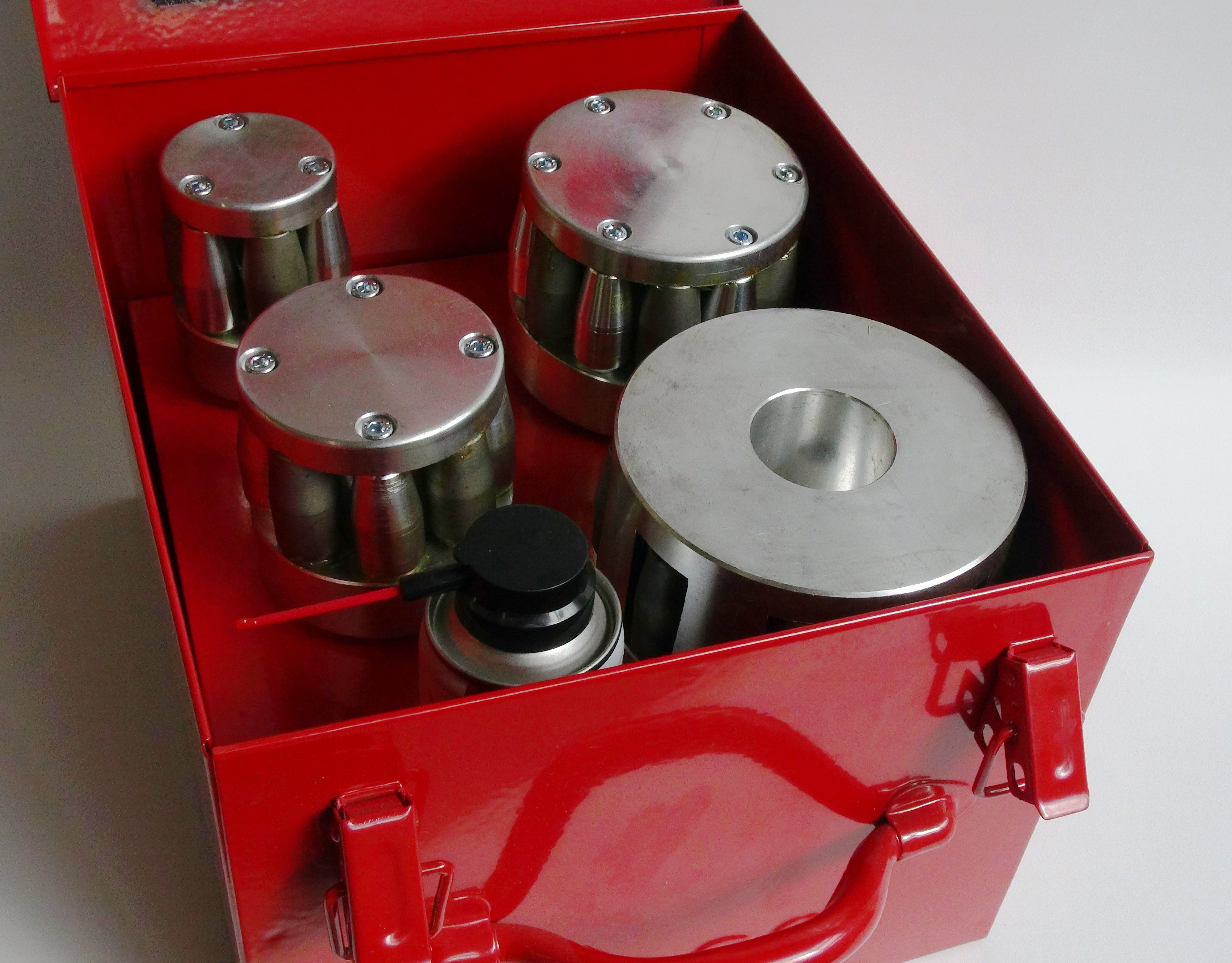
Werkzeuge zum Erstellen einer Muffe in dünnwandige Blechrohre zur Regenwasserableitung

Der Rohrexpander oder Rohraufweiter oder Aufweit-Coner ist ein Werkzeug, das bei der Herstellung von Rohrverbindungen in Rohrleitungen verwendet wird. Er wird auch als Muffenzange oder Muffenzieher bezeichnet, da mit ihm früher hauptsächlich die zum Löten notwendigen Muffen im Rohrende gefertigt wurden.
Für jede Rohrdimension ist der Expander mit einem dafür vorgesehenen Aufweitkopf ausgestattet, der sich im zusammengezogenen Zustand anliegend in das (gegebenenfalls erhitzte) Rohrende schieben lässt. Durch Drehen des Werkzeugs oder das Zusammendrücken von zwei Griffen einer Muffenzange wird der Aufweitkopf von einem Dorn aufgespreizt und das Rohr aufgedehnt. Die so entstandene Muffe ist dann zum Löten einsetzbar.